# ハム (チンパンジー)

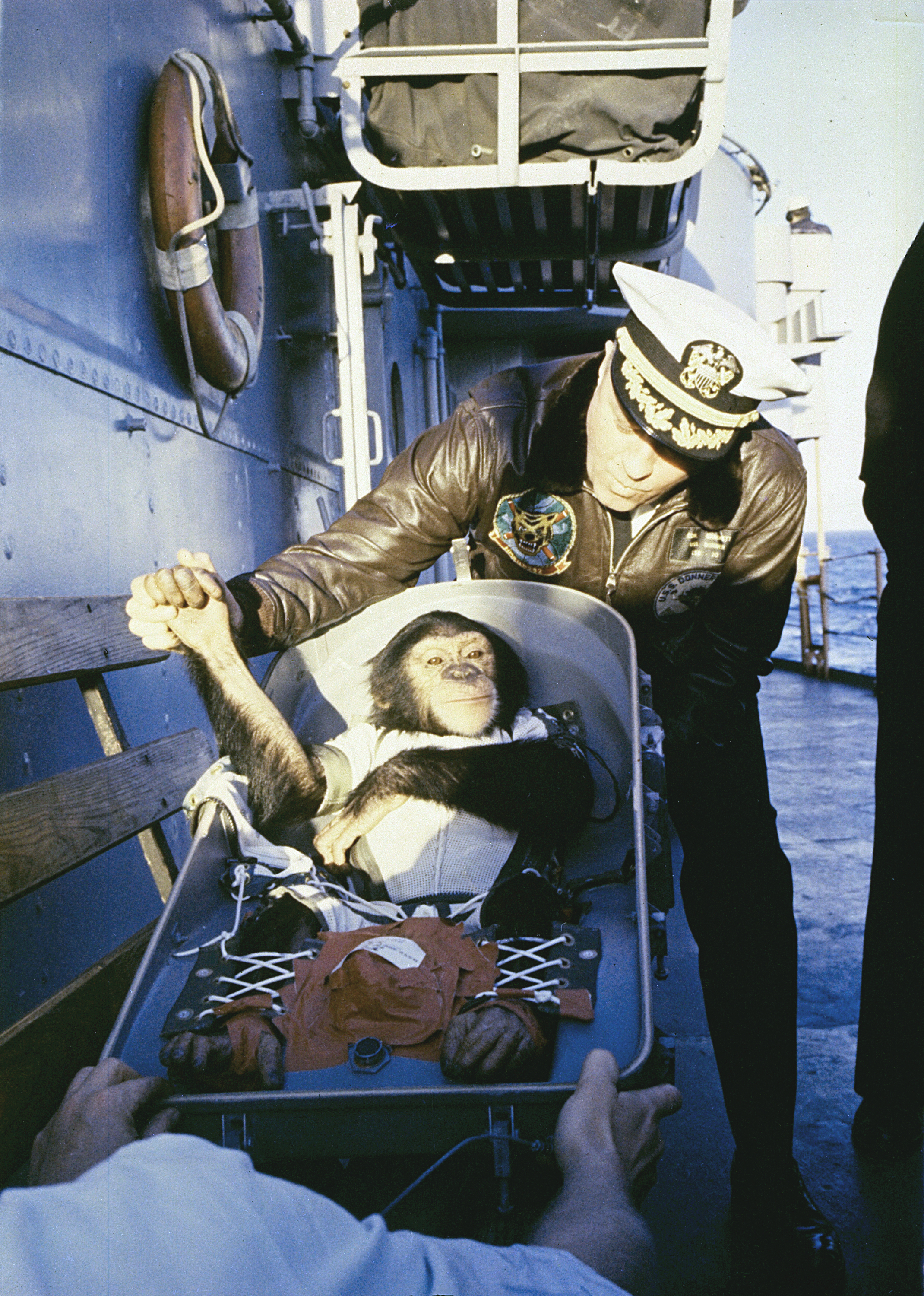
有名な「握手」の歓迎。マーキュリー・レッドストーンロケットでの飛行の後、救助船USS Donner（LSD-20）の副長から歓迎されるハム

ハム（Ham、またはハム・ザ・チンプ Ham the Chimp、ハム・ジ・アストロチンプ Ham the Astrochimp、1956年7月 - 1983年1月19日）は、1961年に人類に先駆けて宇宙飛行をしたチンパンジーである。性別はオス。ハム（HAM）はニューメキシコ州のホロマン空軍基地内にあり、ハムの訓練を行った、ホロマン宇宙医療センター（Holloman Aerospace Medical Center）の略称であった。

## 解説
1956年7月にカメルーンで生まれた。捕獲され、マイアミのレア・バード・ファームに送られた後、アメリカ空軍に購入され、1959年にホロマン空軍基地に連れてこられた。
宇宙飛行実験の候補となっていたチンパンジーは40匹、集められたなかで、テストにより18匹が選抜され、さらに候補は6匹に絞られた。飛行する前には公式には#65と番号で呼ばれており、ハムの名は地球に無事帰還した後に、使われるようになった。飛行が失敗して、名前のついたチンパンジーが死ぬことが好ましくないと当局が考えていたために名前がつけられなかったとされる。訓練士の間ではChop Chop Changとよばれていた。
1959年7月から、2歳であったチンパンジーはライトや音に対して反応するように訓練が始められた。青いランプが点滅したら5秒以内にレバーを押すように、誤った反応をしたときには、軽い電気ショックが与えられ、正しい反応をした時にはバナナの固まりが与えられた。
1961年1月30日、マーキュリー計画の中で、フロリダ州ケープ・カナベラルから宇宙に打ち上げられた。ハムの健康状態と行動はコンピュータでモニターされ、地上に送られた。飛行中に飛行カプセル内の気圧はいくらか低下したが、宇宙服によってハムは守られた。地上からの指示に対するハムの操作は地上での訓練とほとんど変わらずに行われ、飛行は成功した。ハムの宇宙船は16分39秒の飛行の後、大西洋に着水し、その日の午後遅く、救助船に救助された。『月をめざした二人の科学者』（的川泰宣著、中公新書）によれば、ハムを打ち上げたレッドストーン・ロケットは燃料を予定よりも早く使い切ったため、脱出用のタワーロケットが点火され、軌道が大きく狂い、さらに電気系統の故障も重なり、「ライトの瞬き方に応じてバナナを支給するシステム」は大混乱を生じ、ハムは信号に対して正しくレバーを押し続けたにもかかわらず、電気ショックばかりを見舞われる悲惨なことになった。海面に落下した時の衝撃も大きく、カプセルに大量浸水し、救助された時も半ば溺れかかった状態で、カプセルから出された後、半狂乱となったハムは、人といわず物といわず、ところかまわず噛み付くありさまであったという。
ハムの飛行の10ヶ月後、もう1匹のエノスという名前のチンパンジーが地球の周回飛行に成功した。これはソビエトのユーリ・ガガーリンの周回飛行やアメリカのシェパードやグリソムの弾道飛行の数ヶ月後であったが、アメリカの宇宙飛行士ジョン・グレンのフレンドシップ7の地球周回宇宙飛行の前の飛行であった。
ハムは飛行の後、ワシントンDCの国立動物園（en）、後にノースカロライナ動物園で17年間生存した。死亡後、軍病理学研究所（Armed Forces Institute of Pathology）で検視された後、骨格はスミソニアン博物館に保存され、遺体はアラモゴードのニューメキシコ宇宙歴史博物館前に埋葬された。
マーキュリー計画で訓練された唯一のメスのチンパンジーで、ハムのバックアップに選ばれたミニーは、マーキュリー計画の終了後、NASAのチンパンジー繁殖計画に用いられ、9匹の子孫を残し、何匹かの他のチンパンジーの養育に貢献し、1998年4月14日に42歳で死んだ。
2008年にアニメーション映画『スペース・チンプス』が作られ、主人公はハムの孫という設定でハム3世という名前にされた。2008年にはオレゴン州のフォーク・ロックバンド、バーク・ハイド&ホーン（Bark Hide & Horn）が"Ham the Astrochimp"という曲を作った。